# Agromyza pallidiseta
Agromyza pallidiseta är en tvåvingeart som beskrevs av Malloch 1924. Agromyza pallidiseta ingår i släktet Agromyza och familjen minerarflugor. Inga underarter finns listade i Catalogue of Life.